# Челиз, Кристофер Эндрю
Кристофер Эндрю Челиз (англ. Christopher Andrew Celiz; 12 января 1986 — 12 июля 2018) — сержант первого класса армии США. Президент США Джо Байден наградил Челиза посмертно медалью Почёта за его действия 12 июля 2018 года на церемонии 16 декабря 2021 года где также вручил медали Почёта Эрлу Пламли и семье Элвина Кэша. Челиз стал первым американцем еврейского происхождения, удостоившегося медали Почёта в ходе глобальной войне с терроризмом.
Челиз родился в г. Саммервиль, штат Южная Каролина. Учился в военном колледже штата («Цитадель») с 2004 по 2006 годы. Вступил в армию с 2007 года.

## Последний бой
12 июля 2018 года объединённый отряд, состоящий из объединённых сил и члены 1-го батальона 75-го полка рейнджеров, под командованием Челиза провёл операцию по зачистке местности от вражеских сил, чтобы пресечь будущие атаки против правительства Исламской республики Афганистан.
Вскоре после того как отряд достиг первоначального места назначения он попал под атаку крупного отряда противника. Неприятель организовал эффективный обстрел отряда, не давая ему сманеврировать для контратаки. Осознавая опасность в которую попал отряд и угрозу для выполнения операции Челиз добровольно вышел под плотный вражеский обстрел из пулемёта и лёгкого стрелкового оружия.
Находясь под огнём, он извлёк и применил мощную оружейную систему что позволило американским и объединённым силам перехватить инициативу, отойти в безопасное место и оказать помощь находящемуся в критическом состоянии раненому бойцу объединённых сил.
Когда прибыл вертолёт медицинской эвакуации, он немедленно попал под точный и непрерывный огонь противника. Понимая насколько важно быстро погрузить раненого союзника, Челиз снова добровольно вышел под плотный вражеский огонь и таким образом смог руководит процессом эвакуации. Когда пострадавшего вынесли из укрытия, Челиз прикрывал его, своих людей и экипаж вертолёта своим телом. После того как раненый был загружен команда Челиза вернулась под прикрытие, но он остался у вертолёта, поливая противника огнём и продолжая прикрывать своим телом вертолёт его экипаж.
Челиз встал прямо между кабиной и противником, обеспечив возможность взлёта вертолёта. При взлёте вертолёта Челиз получил ранение. Полностью осознавая что ранен, Челиз, понимая опасность для вертолёта, жестом приказал капитану Бену Кшечовски улетать, а не оставаться, чтобы загрузить и его. Его самоотверженные действия спасли жизнь эвакуированному союзнику и почти наверняка предотвратили дальнейшие жертвы среди других бойцов его команды и экипажа. Челиз скончался в результате полученных ранений.

## Награды и знаки отличия

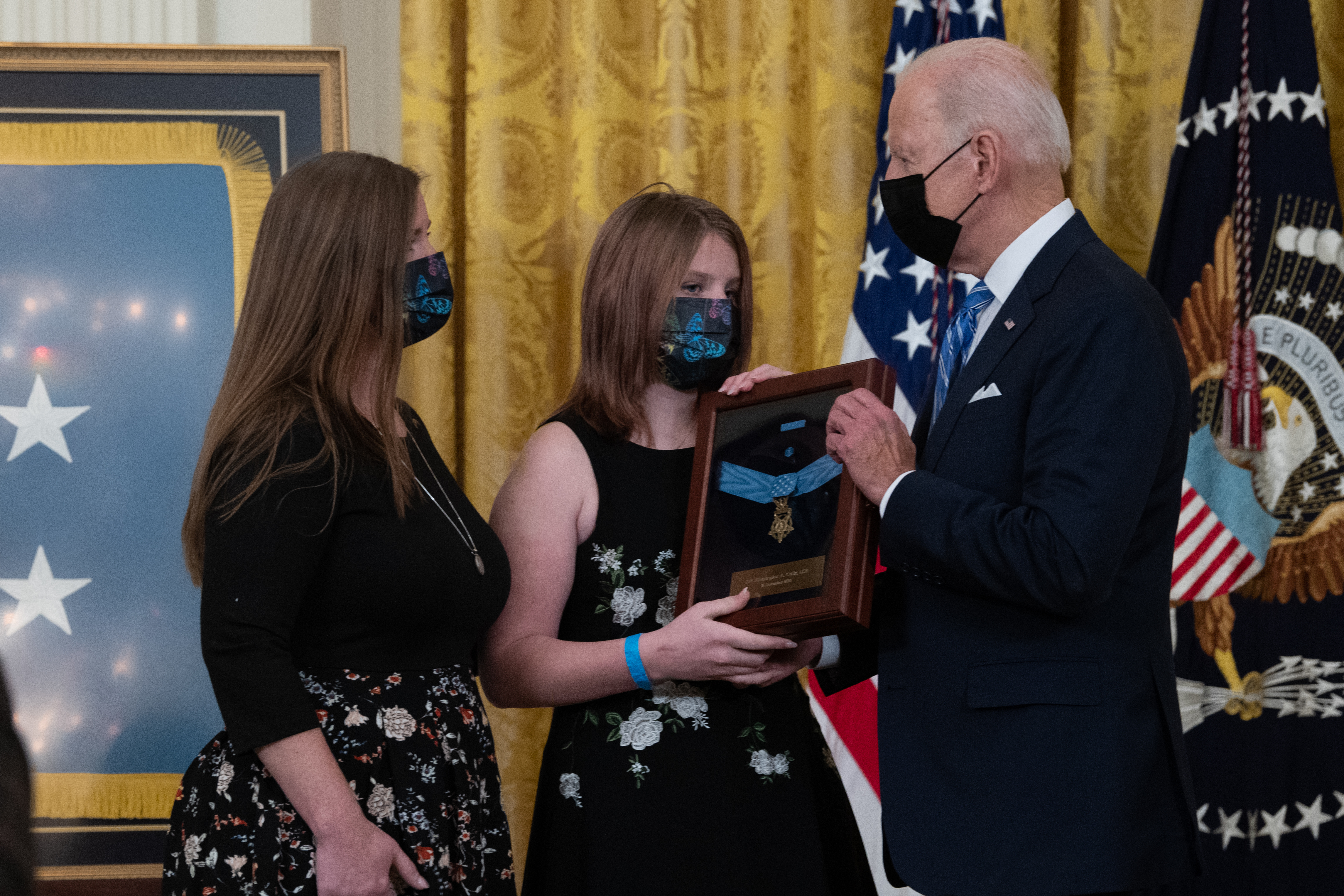
Президент Байден вручает медаль Почёта Катерине Челиз жене погибшего и их дочери Шэннон.

Челиз получил следующие награды и знаки отличия
| Военные награды США                                                                 |                                                                                             |
|                                                                                     | Медаль Почёта                                                                               |
|                                                                                     | Бронзовая звезда                                                                            |
|                                                                                     | Пурпурное сердце                                                                            |
|                                                                                     | Медаль «За похвальную службу»                                                               |
|                                                                                     | Похвальная медаль Объединённого командования                                                |
|                                                                                     | Похвальная медаль армии с двумя бронзовыми дубовыми листьями                                |
|                                                                                     | Похвальная медаль (Корпус морской пехоты)                                                   |
|                                                                                     | Армейская медаль «За безупречную службу» с четырьмя бронзовыми дубовыми листьями (5 наград) |
|                                                                                     | Army Good Conduct Medal (3 награды)                                                         |
| Награды США для подразделения                                                       |                                                                                             |
| Бронзовый пучок дубовых листьев                                                     | Похвальная благодарность армейской воинской части с одним бронзовым дубовым листом          |
| Медали за службу и участие в кампаниях, ленточки за службу и прохождение подготовки |                                                                                             |
|                                                                                     | Медаль «За службу национальной обороне»                                                     |
|                                                                                     | Медаль «За кампанию в Афганистане» с тремя бронзовыми звёздами за службу                    |
|                                                                                     | Медаль «За Иракскую кампанию» с двумя бронзовыми звёздами за службу                         |
|                                                                                     | Медаль «За службу в экспедиционных войсках глобальной войны с терроризмом»                  |
|                                                                                     | Медаль «За участие в глобальной войне с терроризмом»                                        |
|                                                                                     | NCO Professional Development Ribbon с номером награды 3                                     |
|                                                                                     | Army Service Ribbon                                                                         |
|                                                                                     | Army Overseas Service Ribbon с номером награды 3                                            |
|                                                                                     | Медаль НАТО с пряжкой службы в ISAF                                                         |

| Пряжки |                                                                       |
|        | Combat Action Badge                                                   |
|        | Basic Parachutist Badge with 1st Ranger Battalion background trimming |
|        | Expert Marksmanship Badge с пряжкой Rifle Component Bar               |
|        | Ranger tab                                                            |
|        | Sapper Tab                                                            |
|        | 1st Ranger Battalion Combat Service Identification Badge              |
|        | Отличительный знак 75-го полка рейнджеров                             |
|        | 7 Overseas Service Bars                                               |
|        | 3 Service stripes                                                     |

### Наградная запись к медали Почёта
Президент Соединённых штатов Америки, уполномоченный актом Конгресса от 3 марта 1863 от имени Конгресса награждает медалью Почёта посмертно
Сержанта первого класса Кристофера Э. Челиза, армия США
За выдающуюся храбрость и отвагу проявленные с риском для жизни при выполнении и перевыполнении долга службы:
Сержант первого класса Кристофер Э. Челиз отличился благодаря выдающуюся храбрость и отвагу проявленные с риском для жизни при выполнении и перевыполнении долга службы в ходе боёв с противником в провинции Пактия, Афганистан 12 июля 2018 года. В качестве командира отряда специального назначения составленного из союзных сил и бойцов первого батальона 75-го полка рейнджеров сержант первого класса Челиз возглавил операцию по зачистке области от вражеских сил чтобы пресечь будущие атаки против правительства Исламской республики Афганистан и союзных сил. Вскоре после того как отряд достиг конечных целей он попал под атаку крупного отряда противника, который организовал эффективный обстрел по Челизу и его команде, не давая им сманеврировать для контратаки. Осознавая опасность, в которую попал отряд и угрозу для всей операции сержант первого класса Челиз добровольно вышел под плотный вражеский обстрел из пулемёта и лёгкого стрелкового оружия, чтобы извлечь и применил мощную оружейную систему, что позволило американским и объединённым силам перехватить инициативу, отойти в безопасное место и начать оказывать помощь находящемуся в критическом состоянии раненому бойцу объединённых сил. Когда прибыл вертолёт медицинской эвакуации, он немедленно попал под точный и непрерывный огонь противника. Понимая, что критически важно быстро погрузить раненого союзника, сержант первого класса Челиз добровольно вышел под плотный вражеский огонь, чтобы руководить процессом эвакуации. Когда пострадавшего вынесли из укрытия под плотный вражеский огонь, сержант первого класса Челиз сознательно прикрывал своим телом людей, переносящих раненого и экипаж вертолёта. После того как раненый был загружен команда сержанта первого класса Челиза вернулась под прикрытие, он один остался у вертолёта, поливая противника огнём и постоянно прикрывая своим телом вертолёт и его экипаж. Сержант первого класса Челиз встал между кокпитом и противником, чтобы убедиться, что вертолёт готов к взлёту. Когда вертолёт взлетел, сержант первого класса Челиз был поражён вражеским огнём. Полностью осознавая своё ранение но понимая опасность для экипажа от плотного вражеского огня из пулемёта сержант первого класса Челиз жестом приказал вертолёту улететь, а не оставаться, чтобы забрать его. Своими самоотверженными действиями он спас жизни эвакуированного бойца союзных сил и почти наверняка предотвратил потери среди людей из своей команды и экипажа вертолёта. В ходе всего боя сержант первого класса Челиз значительно изменил ход битвы, постоянно ввергая себя в крайнюю опасность, чтобы защитить свой отряд, разгромить противника и это в итоге стоило ему жизни. Необычайный героизм сержанта первого класса Челиза и самоотверженность при выполнении и перевыполнении долга службы поддержали высочайшие традиции военной службы и принесли великую славу ему, его части и армии США.
Оригинальный текст (англ.)
The President of the United States of America, authorized by Act of Congress, March 3, 1863, has posthumously awarded in the name of Congress the Medal of Honor to
Sergeant First Class Christopher A. Celiz, United States Army
For conspicuous gallantry and intrepidity at the risk of his life above and beyond the call of duty:
Sergeant First Class Christopher A. Celiz distinguished himself by conspicuous gallantry above and beyond the call of duty while engaged with the enemy in Paktia Province, Afghanistan, on July 12th, 2018. As the leader of a special purpose unit composed of partnered forces and members of the 1st Battalion, 75th Ranger Regiment, Sergeant First Class Celiz led an operation to clear an area of enemy forces and thereby disrupt future attacks against the government of Afghanistan and allied forces. Shortly after his team reached their final objectives, a large enemy force attacked, placed effective fire on him and his team, preventing them from maneuvering to counterattack. Realizing the danger the attack posed to his team and the operation, Sergeant First Class Celiz voluntarily exposed himself to intense enemy machine-gun and small-arms fire to retrieve and employ a heavy weapon system, thereby allowing U.S. and partnered forces to regain the initiative, maneuver to a secure location, and begin treatment of a critically wounded partnered force member. As a medical evacuation helicopter arrived, it was immediately engaged by accurate and sustained enemy fire. Knowing how critical it was to quickly load the casualty, Sergeant First Class Celiz willingly exposed himself to heavy enemy fire to direct and lead the evacuation. As the casualty moved from a position of cover and out into intense enemy fire, Sergeant First Class Celiz made a conscious effort to ensure his body acted as a physical shield to his team carrying the casualty and the crew of the aircraft. As the casualty was loaded and Sergeant First Class Celiz’s team returned to cover, he alone remained at the aircraft, returning a high volume of fire and constantly repositioning himself to act as a physical shield to the aircraft and its crew. With his final reposition, Sergeant First Class Celiz placed himself directly between the cockpit and the enemy, ensuring the aircraft was able to depart. As the helicopter lifted off, Sergeant First Class Celiz was hit by enemy fire. Fully aware of his own injury but understanding the peril to the aircraft from the intense enemy machine gun fire, Sergeant First Class Celiz motioned to the aircraft to depart rather than remain behind to load him. His selfless actions saved the life of the evacuated partnered force member and almost certainly prevented further casualties among other members of his team and the aircrew. Throughout the entire engagement, Sergeant First Class Celiz significantly changed the course of battle by repeatedly placing himself in extreme danger to protect his team, defeat the enemy, and it ultimately cost him his life. Sergeant First Class Celiz’s extraordinary heroism and selflessness above and beyond the call of duty were in keeping with the highest traditions of military service and reflect great credit upon himself, his unit, and the United States Army
— 